# Kruisdominantie
Kruisdominantie (Engels: "cross-dominance") of gemengdhandigheid is het verschijnsel dat iemand voor verschillende taken een verschillende hand gebruikt. Bijvoorbeeld schrijven met links, maar gooien met rechts. Kruisdominantie is verwant aan, maar dient niet verward te worden met ambidextrie.
Personen met kruisdominantie presteren vaak beter in sporten als basketbal, ijshockey of hockey. Deze sporten vereisen actieve lichaamsbewegingen en reactievermogen aan beide zijden van het lichaam. Bij racketsporten als tennis en badminton is de invloed van kruisdominantie op het spel minder groot.
Mensen met hand-oog-kruisdominantie presteren vaak beter in turnen, hardlopen en basketbal vanwege de manier waarop zij hun lichaam positioneren.

## Sport

### Basketbal
Larry Bird, LeBron James en Gary Payton schieten rechtshandig, maar doen buiten het veld bijna alles linkshandig.	

### Cricket
Sachin Tendulkar schrijft met links, maar slaat en werpt met rechts. Veel spelers zijn van nature rechts, maar slaan met links en vice versa.

### Golf
Phil Mickelson en Mike Weir zijn beiden rechtshandigen die linkshandig golfen; Ben Hogan was het omgekeerde, een van nature linkshandige die rechtshandig golfde.

### Tennis
Rafael Nadal schrijft met rechts, maar speelt tennis met links. Dit komt in tennis veel vaker voor, ook vice versa. 

## Gereedschappen
Op het gebied van gereedschap wordt de term "tweehandig" wel gebruikt om aan te geven dat een stuk gereedschap met elke hand even gemakkelijk gebruikt kan worden. Een "tweehandig mes" duidt op het open- en sluitmechanisme van een knipmes. Voorbeelden van het tegendeel zijn de meeste scharen, aangezien deze specifiek voor één hand geschikt zijn (normaliter rechts). Tegenwoordig zijn er ook linkshandige en tweehandige scharen verkrijgbaar.

## Vuurwapens
Veel moderne handvuurwapens zijn ontworpen om zowel met links als met rechts gehanteerd te kunnen worden. Een belangrijke reden is dat vuurwapens veelal in grote hoeveelheden ineens verkocht worden aan leger of politie, die dan geen speciale opleiding hoeven te geven aan linkshandigen om met rechtshandige vuurwapens om te leren gaan. Daarnaast bieden tweehandig ontworpen vuurwapens een voordeel in moderne stedelijke oorlogsvoering, waarbij vanuit de zwakke schouder om dekking heen geschoten kan worden. Veel rechtshandigen schieten een geweer met links vanwege een dominant linkeroog.